# El soldat
 El soldat (títol original: Soldier) és una pel·lícula estatunidenca dirigida par Paul W. S. Anderson, estrenada el 1998. Ha estat doblada al català.

## Argument
En un futur apocalíptic on els nens són seleccionats des del seu naixement per convertir-se en soldats, són adoctrinats des de molt joves per esdevenir màquines de combat sense sentiment… Veterà de moltes guerres intergalàctiques, el sergent Todd és un d'aquests soldats a qui res no atura. Fins al dia que una nova generació de soldats biogenètics fa la seva aparició… Han estat creats per reemplaçar aquests vells soldats obsolets. Todd i dos dels seus homes s'enfronten a un d'aquests nous soldats, Caine 607; són finalment vençuts i Todd ės deixat per mort. Les proves d'aquest enfrontament han de desaparèixer, és tirat als detritus i es despertarà en un planeta deixalleria anomenat Arcadia. En aquest món descobreix una comunitat de gent pacífica que ha sobreviscut a la caiguda del seu aparell, fa molt de temps… És recollit per una família: Sandra, Mace i el seu jove fill: Nathan. Amb el seu contacte, sent emocions que el sobrepassen, de les quals no comprèn encara el sentit perquè no les ha viscut mai… Malgrat el salvament de l'un dels civils de la comunitat, Todd és una font de preocupacions a causa de les guerres que ha viscut i que recorda… 
Fins al dia que el coronel Mekum decideix fer un reconeixement d'un planeta, decideix per casualitat el planeta Arcadia com a lloc d'entrenament per als nous soldats…

## Repartiment
- Kurt Russell: Todd
- Jason Scott Lee: Caine 607
- Jason Isaacs: Mekum
- Connie Nielsen: Sandra
- Sean Pertwee: Mace
- Jared Thorne: Nathan
- Taylor Thorne: Nathan
- Mark Bringleson: Rubrick
- Gary Busey: Church
- K.K. Dodds: Sloan
- James Black: Riley
- Mark De Alessandro: Goines
- Vladimir Orlov: Romero
- Carsten Norgaard: Green
- Duffy Gaver: Chelsey
- Michael Chiklis: Jimmy Pig
- Wyatt Russell: Todd, amb 11 anys

## Al voltant de la pel·lícula
- El rodatge va començar el 2 de febrer de 1998 i es va desenvolupar a Burbank.
- El personatge de Todd havia de ser inicialment interpretat per Keanu Reeves.[3]
- Entre els estats de servei de Todd anunciats sobre una pantalla d'ordinador, es pot llegir:[3]
  - Les batalles de la Porta de Tannhauser i del Cinturó d'Orion (referències a Blade Runner (1982), coescrit pel guionista de Soldier)
  - Recepció de la « Medalla Plissken » (referència a New York 1997 (1981) i Los Angeles 2013 (1996))
  - Recepció del « Premi de l'Anell de O'Neil » (referència a Stargate (pel·lícula) (1994))
  - Recepció de la « Medalla d'Honor » (referència a Tango i Cash (1989))
  - Recepció de la « Creu MacReady » (referència a The Thing (1982))
  - Recepció del « Trofeu Capt Ron » (referència a Capitana Ron (1992))
  - Recepció del « Premi del Foc McCaffrey » (referència a Backdraft (1991))
- Al bell mig de les carcasses visibles sobre el planeta, es troba el USS Franklin Delano Roosevelt, el F-117X Remora de Decisió executiva (1996), un vehicle spinner de Blade Runner (1982) i una part del Lewis & Clark de Event Horitzó, la nau de la més enllà (1997). El film comparteix d'altra banda amb Blade Runner el lloc fictici Tannhauser Gate.[3]
- Todd, el personatge principal del film, apareix el 85 % del temps a la pantalla, però només diu, en total, 104 paraules i un grunyit significatiu.[3]
- En l'escena de Guerra de les Sis Ciutats, el mapa enganxat al mur representa la ciutat de Moscou.

## Banda original
- Power Trip, interpretat per Monster Magnet
- Night Ride Across The Caucasus, interpretat per Loreena McKennitt
- The Flowing Bowl, interpretat per Solas
- Immigrant Song, interpretat per Led Zeppelin